# Нитрат нептуния(IV)
Нитрат нептуния(IV) — неорганическое соединение,
соль нептуния и азотной кислоты
с формулой Np(NO3)4,
серые кристаллы,
растворяется в воде,
образует кристаллогидраты.

## Получение
- Добавление разбавленной азотной кислоты к свежеприготовленному гидроксиду нептуния(IV):

{\displaystyle {\mathsf {Np(OH)_{4}+4HNO_{3}\ {\xrightarrow {}}\ Np(NO_{3})_{4}+4H_{2}O}}}

## Физические свойства
Нитрат нептуния(IV) образует серые гигроскопичные кристаллы.
Растворяется в воде.
Образует кристаллогидрат состава Np(NO3)4•2H2O.